# Exconvento de San Agustín (Tacoronte)
El exconvento de San Agustín y Santuario del Santísimo Cristo de los Dolores y Agonía de Tacoronte está situado en el término municipal de Tacoronte, isla de Tenerife (Canarias, España). Es bien de interés cultural, con categoría de monumento, desde 2006.

## Descripción
Está formado por una serie de construcciones que constituyen una manzana perfectamente definida y las edificaciones que se ubican en torno a la plaza delantera, por la que el antiguo convento y templo tienen la entrada principal. Actualmente acoge la Casa de la Cultura.
Esta manzana que alberga el conjunto conventual y otras construcciones de interés, da frente a espacios públicos en sus cuatro fachadas; lindando por el naciente con la carretera general que une Tacoronte con Valle de Guerra, por el poniente con la Plaza del Cristo, por el Norte con la calle del Cristo y por el Sur con una nueva vía peatonal.

## Santuario del Cristo de Tacoronte

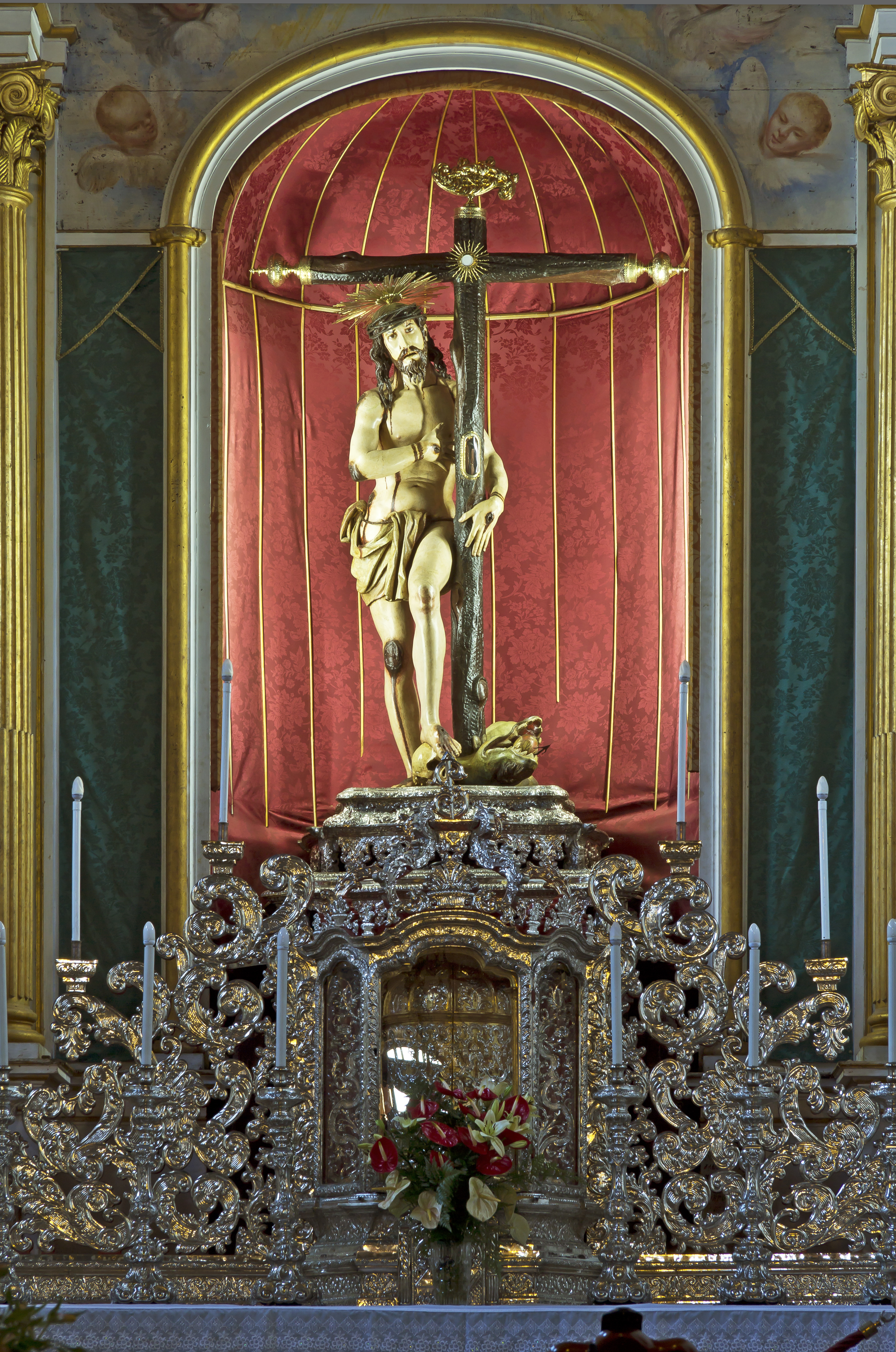
Figura de Cristo en el altar mayor de la Iglesia del antiguo monasterio agustino de Tacoronte.

La Iglesia del Santísimo Cristo de Tacoronte es la construcción de mayor porte e importancia, a la que se supeditan el resto de su entorno próximo. Su fachada norte y principal está trabajada en cantería fina, esta particularidad le brinda monumentalidad, escenografía, composición, significado y buenas perspectivas. La venerada imagen del Santísimo Cristo de Tacoronte, es la segunda advocación de Cristo más venerada de las Islas Canarias tras el Santísimo Cristo de La Laguna (también situado en la isla de Tenerife).
La bella fachada tiene dos gárgolas semejando fantásticos dragones. La obra de Domingo Rodríguez Rivero, en cantería, luce sobre la puerta el escudo de armas de los Pereyra de Castro, de origen portugués y antiguos patronos de la iglesia. La estatua orante del fundador de la iglesia, Tomás Pereyra de Castro y Ayala, figura en la capilla mayor, quien trajo a la isla la imagen del Cristo que se ve en el retablo. 
El Santuario consta de tres naves con altos arcos en cantería del país; en la orfebrería que alberga la capilla mayor destacan el frontal del altar y el tabernáculo, excelentes obras que el canario Juan Domínguez ejecutó en la segunda mitad del siglo XVIII. Cuenta también con sacristía y coro, puerta lateral y claustro. Al coro se accede, como es habitual en este tipo de recintos, desde la galería alta del claustro. Este ocupa las tres naves del templo. La sacristía, con acceso desde el presbiterio, se sitúa en la primera dependencia de la galería baja del claustro en su ángulo noreste, por la que también presenta un acceso.

## Convento de San Agustín
El convento, con sus naves y claustro anexo al templo, también presenta su fachada principal por su cara norte, en el mismo plano y a continuación de la fachada de la iglesia que a través de un arco de cantería central ubicado en el eje de sus paramentos encalados, brinda con la fuerza e importancia de la fachada del Cristo, un conjunto armónico, integrado y a la vez diferenciado en sus usos históricos. 
Se caracteriza también por la sobria distribución y juego de las masas trabajadas en la piedra, que constituyen el frente principal de la iglesia, conjugada con la ligereza de los paños encalados, huecos de madera de tea y cubiertas de teja como indicadores de la arquitectura canaria tradicional. Se juega con la rotunda fuerza de la textura y el color de la piedra en contraposición a la humildad de la cal y la teja que conforman el resto de sus fachadas, con toda la carga de significado, orden y jerarquía que ello conlleva, si bien se echa de menos el alero tradicional.